# Cedar Mill

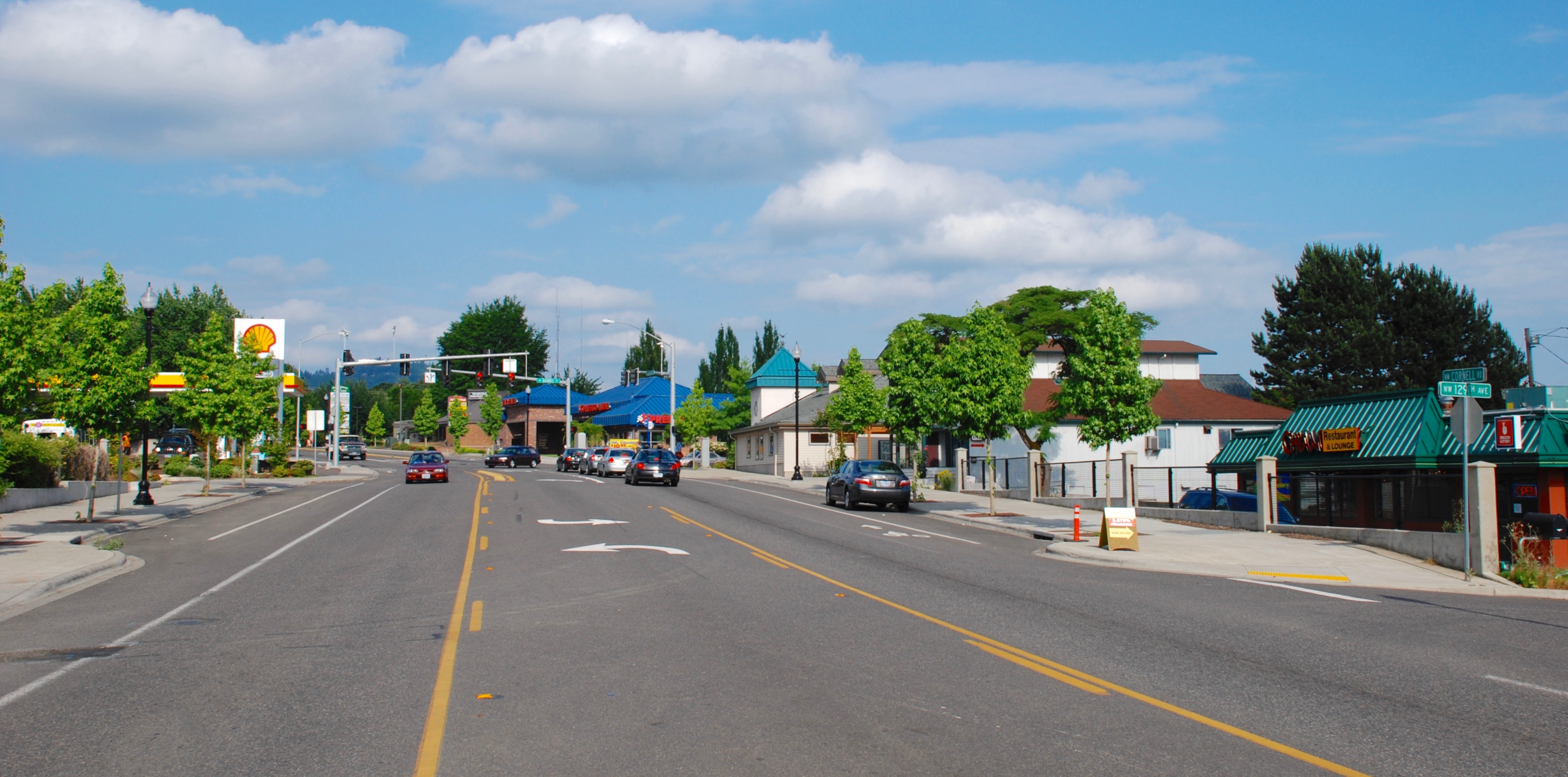
Cedar Mill in 2009

Cedar Mill is een plaats (census-designated place) in de Amerikaanse staat Oregon, en valt bestuurlijk gezien onder Washington County.

## Demografie
Bij de volkstelling in 2000 werd het aantal inwoners vastgesteld op 12.597.

## Geografie
Volgens het United States Census Bureau beslaat de plaats een oppervlakte van 9,6 km², geheel bestaande uit land.

## Plaatsen in de nabije omgeving
De onderstaande figuur toont nabijgelegen plaatsen in een straal van 8 km rond Cedar Mill.